# The Varangian Way
The Varangian Way is het tweede studioalbum van de Finse folkmetalband Turisas. Het album is uitgebracht op 28 mei 2007.

## Tracklist
| Nr. | Titel                                                                                  | Duur |
| --- | -------------------------------------------------------------------------------------- | ---- |
| 1.  | To Holmgard and Beyond                                                                 | 5:17 |
| 2.  | A Portage to the Unknown                                                               | 4:50 |
| 3.  | Cursed Be Iron                                                                         | 5:03 |
| 4.  | Fields of Gold                                                                         | 4:34 |
| 5.  | In the Court of Jarisleif                                                              | 3:17 |
| 6.  | Five Hundred and One                                                                   | 6:18 |
| 7.  | The Dnieper Rapids                                                                     | 5:20 |
| 8.  | Miklagard Overture                                                                     | 8:18 |
| 9.  | Rasputin (Cover van Boney M.; nummer alleen op Director's cut-album)                   | 3:53 |
| 10. | To Holmgard and Beyond (Bewerkt voor single-cd; nummer alleen op Director's cut-album) | 3:29 |